# Cuộc đua kỳ thú (mùa 5)
The Amazing Race Vietnam - Cuộc đua kỳ thú 2016: All-stars (Mùa Trở Lại) là mùa thi thứ năm của loạt chương trình truyền hình thực tế được phát sóng tại Việt Nam, dựa trên phiên bản gốc The Amazing Race của Hoa Kỳ. Cuộc đua kỳ thú 2016 bao gồm 10 đội, mỗi đội gồm hai người. Điểm đặc biệt là các đội chơi là những người đã tham gia bốn mùa trước cùng với một người chơi mới.
Đội Xanh lá của Rapper Đinh Tiến Đạt và bạn đồng hành Thúc Lĩnh (Lincoln) đã là nhà vô địch của The Amazing Race Vietnam: Cuộc đua kỳ thú 2016 phiên bản đặc biệt (Kỳ cựu - All stars), nhận được giải thưởng 300 triệu đồng, đồng thời cũng xác lập kỉ lục là đội có thứ hạng trung bình cao nhất tính đến thời điểm hiện tại.

## Luật chơi mới[1]
Đây là năm đầu tiên chương trình áp dụng luật xuất phát cách nhau 5 phút. Thứ tự xuất phát của các đội đua ở chặng sau sẽ dựa vào thứ tự về đích ở chặng trước đó. Đội về đích thứ nhất sẽ xuất phát trước đội thứ hai đúng 5 phút, đội thứ 2 sẽ xuất phát trước đội thứ ba đúng 5 phút và cứ như vậy áp dụng lần lượt cho các đội còn lại.
Với luật 5 phút, dù đội về trước cách đội về sau khoảng thời gian bao lâu chăng nữa thì sang chặng tiếp theo, họ sẽ xuất phát trước đúng 5 phút.
Nếu như ở những mùa đua trước, đội về nhất cách đội về nhì 2 tiếng, đến chặng sau, họ xuất phát trước đội về nhì 2 tiếng thì với luật 5 phút của năm nay, đội về nhất chỉ cách đội về nhì 5 phút. Với luật chơi mới này, các đội đua bắt buộc phải cố gắng, nỗ lực hết mình trong tất cả các chặng. Áp lực về thời gian sẽ càng tăng mạnh hơn và cục diện cuộc đua sẽ được thay đổi rõ rệt trong từng chặng.

## Sản xuất
Mùa 5 là mùa thi bao gồm các thành viên của 4 mùa trước và 1 người chơi mới
| Thành viên các đội chơi      | Mùa thi tham dự trước đó  | Vị trí - Màu áo mùa thi trước đó                                      | Vị trí - Màu áo mùa All Stars | Ghi chú                                 |
| ---------------------------- | ------------------------- | --------------------------------------------------------------------- | ----------------------------- | --------------------------------------- |
| Tiến Đạt - Thúc Lĩnh Lincoln | Mùa 2 (2013) Mùa 4 (2015) | Hạng 4 - Đội Hồng (Tiến Đạt) Á quân - Đội Xanh lá (Lincoln)           | Nhà vô địch - Đội Xanh lá     | Đội ghép                                |
| Hương Giang & Criss Lai      | Mùa 3 (2014)              | Nhà vô địch - Đội Hồng                                                | Á quân - Đội Hồng             | Đội chơi cũ                             |
| Nhan Phúc Vinh - Thùy Dung   | Mùa 2 (2013)              | Á quân - Đội Đỏ (Phúc Vinh) Quý quân - Đội Tím (Thùy Dung)            | Quý quân - Đội Đỏ             | Đội ghép                                |
| Pha Lê - Hà Việt Dũng        | Mùa 2 (2013)              | Hạng 7 - Đội Cam                                                      | Hạng 4 - Đội Cam              | Đội chơi cũ                             |
| Thanh Hoa - Anh Tuấn         | Mùa 2 (2013)              | Hạng 6 - Đội Nâu                                                      | Hạng 5 - Đội Nâu              | Đội chơi cũ                             |
| Song Ngư - Trúc Như          | Mùa 4 (2015)              | Hạng 7 - Đội Xanh Dương                                               | Hạng 6 - Đội Tím              | Đội chơi cũ                             |
| Trần Hiền - Minh Long        | Mùa 2 (2013) Mùa 3 (2014) | Nhà vô địch - Đội Xanh Dương (Trần Hiền) Hạng 9 - Đội Xám (Minh Long) | Hạng 7 - Đội Xanh dương       | Đội ghép                                |
| Mimi & Richie                | Mùa 1 (2012)              | Hạng 9 - Đội Xanh Dương                                               | Hạng 8 - Đội Xám              | Đội chơi cũ                             |
| Sơn Ngọc Minh - Mâu Thủy     | Mùa 3 (2014)              | Hạng 5 - Đội Xanh ngọc (Ngọc Minh)                                    | Hạng 9 - Đội Xanh ngọc        | Đội ghép Lần đầu tiên tham dự: Mâu Thủy |
| Thùy Anh - Đăng Hoàng        | Mùa 4 (2015)              | Hạng 4 - Đội Hồng                                                     | Hạng 10 - Đội Vàng            | Đội chơi cũ                             |

## Kết quả
| Đội chơi                     | Nghề nghiệp & Màu đội đua       | Thứ hạng từng chặng | Thứ hạng từng chặng | Thứ hạng từng chặng | Thứ hạng từng chặng | Thứ hạng từng chặng | Thứ hạng từng chặng | Thứ hạng từng chặng | Thứ hạng từng chặng | Thứ hạng từng chặng | Thứ hạng từng chặng | Thứ hạng từng chặng | Thứ hạng trung bình |         |
| Đội chơi                     | Nghề nghiệp & Màu đội đua       | 1                   | 2                   | 3                   | 4                   | 5                   | 6                   | 7                   | 8                   | 9ε9                 | 10                  | 11                  | Thứ hạng trung bình |         |
| ---------------------------- | ------------------------------- | ------------------- | ------------------- | ------------------- | ------------------- | ------------------- | ------------------- | ------------------- | ------------------- | ------------------- | ------------------- | ------------------- | ------------------- | ------- |
| Tiến Đạt - Thúc Lĩnh Lincoln | Rapper - Quản lý khách sạn      | 1                   | 1                   | 1                   | 25                  | 3                   | 2                   | 2                   | 2                   | 2                   | 1                   | 1                   | 1.63                | 5 - 410 |
| Hương Giang - Criss Lai      | Ca sĩ - Vận động viên           | 3                   | 8                   | 5                   | 6⊃                  | 16                  | 5                   | 47⊂                 | 1ƒ                  | 1                   | 2                   | 2                   | 3.45                | 3 - 510 |
| Nhan Phúc Vinh - Thuỳ Dung   | Diễn viên - Biên tập viên       | 5                   | 5                   | 2                   | 5⊂                  | 5                   | 1                   | 37                  | 3                   | 3                   | 3                   | 3                   | 3.45                | 6 - 310 |
| Pha Lê - Hà Việt Dũng        | Ca sĩ - Diễn viên               | 41                  | 2                   | 7                   | 15                  | 6                   | 4                   | 57                  | 48                  | 4                   | 4                   |                     | 4.10                | 2 - 511 |
| Thanh Hoa - Anh Tuấn         | Stylist - Người mẫu             | 6                   | 7                   | 3                   | 4                   | 4                   | 3                   | 17⊃                 | 58                  |                     |                     |                     | 4.13                | 12 - 4  |
| Song Ngư - Trúc Như          | Diễn viên                       | 10                  | 93                  | 8                   | 85                  | 2                   | 6                   | 67                  |                     |                     |                     |                     | 7.00                | 2 - 3   |
| Trần Hiền - Minh Long        | Người mẫu - Thợ xăm             | 9                   | 4                   | 4                   | 35                  | 7                   | 7                   |                     |                     |                     |                     |                     | 5.67                | 1 - 2   |
| Mimi - Richie                | Nhân viên văn phòng - Diễn viên | 2                   | 6                   | 9                   | 75                  | 8                   |                     |                     |                     |                     |                     |                     | 6.40                | 1 - 02  |
| Sơn Ngọc Minh - Mâu Thủy     | Ca sĩ - Người mẫu               | 8                   | 3                   | 6                   | 95                  |                     |                     |                     |                     |                     |                     |                     | 6.50                | 1 - 1   |
| Thùy Anh - Đăng Hoàng        | Diễn viên - Giáo viên           | 7                   | 104                 |                     |                     |                     |                     |                     |                     |                     |                     |                     | 8.50                | 1 - 1   |

Chú giải 1: Ở lộ trình trao mật thư bằng miệng, Lincoln (Đội Xanh lá) & Hà Việt Dũng (Đội Cam) đã phạm luật - dùng tay cầm mật thư. Do đó, đội Xanh lá về đích đầu tiên và đội Cam về đích thứ 3 lần lượt bị phạt 15 phút. Sau khi bị phạt, đội Xanh lá vẫn về đích đầu tiên, đội Cam bị tuột xuống hạng 4 do đội Hồng đã giẫm thảm trong thời gian đội cam bị phạt.

Chú giải 2: Ở thử thách Vượt rào, Mimi (đội Xám) và Thanh Hoa (đội Nâu) đã chấp nhận bỏ cuộc và chịu phạt 2 tiếng tại chỗ. Vì vậy nên lần thực hiện vượt rào đó không được tính.

Chú giải 3: Đội Tím ban đầu về thứ 6 nhưng họ bị phạt 30 phút tại điểm về đích do không về nhất ở chặng này (vì bị đánh dấu loại ở chặng Thác Bà). Họ đã bị tụt xuống thứ 9 khi lần lượt bị đội Xám, Nâu, Hồng vượt qua nhưng vẫn may mắn ở lại nhờ thời gian phạt ít hơn 7 phút so với đội Vàng.

Chú giải 4: Ở lộ trình gánh nước nóng, đội Vàng đã làm mực nước bị tụt xuống dưới mức quy định, bị phạt 15 phút mỗi thùng nước và họ đã bị loại vì thời gian phạt còn nhiều hơn đội Tím 7 phút khi tất cả các đội đã về đích mặc dù đã giẫm thảm ở vị trí thứ 6.

Chú giải 5: Ở lộ trình nấu cháo hành, đội Xanh lá, Xám nấu hỏng 1 nồi; đội Tím,Cam hỏng 2 nồi; đội Xanh Dương hỏng 3 nồi; đội Xanh Ngọc hỏng 5 nồi. Mỗi nồi cháo hỏng tương ứng với mức phạt 10 phút tại điểm về đích. Kết thúc thời gian phạt, đội Cam vẫn bảo toàn vị trí dẫn đầu, đội Xanh Dương bị đội Xanh lá chiếm vị trí thứ 2, đội Xanh Ngọc bị đội Xám và đội Tím chiếm vị trí thứ 7 và thứ 8. Họ chính thức bị loại khi thời gian phạt còn nhiều hơn thời gian phạt của đội Tím.

Chú giải 6: Ở lộ trình làm bánh, Hương Giang đã vi phạm trang phục quy định là không đội nón, họ bị phạt 30 phút tại điểm về đích. Hết thời gian phạt, họ vẫn bảo toàn vị trí dẫn đầu.

Chú giải 7: Ở Vượt rào thứ nhất, đội Đỏ-Cam-Nâu-Tím không hoàn thành nên bị phạt 1 tiếng tại điểm về đích, riêng đội Hồng chỉ bị phạt 15 phút. Hết thời gian phạt, đội Nâu vẫn bảo toàn vị trí dẫn đầu, đội Xanh lá chiếm vị trí thứ hai của đội Đỏ, đội Tím tuy hoàn thành lộ trình trước đội Cam nhưng vì quay lại để giải quyết tiền taxi nên giẫm thảm sau đội Cam, cả hai đội cùng bị phạt 1 tiếng đồng nghĩa với việc đội Tím về đích cuối cùng và bị loại.

Chú giải 8: Đội Nâu do lấy nhầm xe đạp của đội Đỏ và đội Cam đã bỏ lại xe đạp ở lộ trình kéo thùng gỗ nên cả hai đội cùng bị phạt 30 phút. Hết thời gian phạt, đội Cam mất vị trí thứ hai vào đội Xanh lá, thứ ba vào đội Đỏ và vừa đúng hết thời gian phạt ngay khi Nâu giẫm thảm, đồng nghĩa việc Nâu là đội cuối cùng và bị loại.

Chú giải 9: Lần đầu tiên trong chương trình kể từ mùa 22 của The Amazing Race: Đội Xanh lá không dùng thẻ ưu tiên vì lý do muốn cố gắng hết sức mình và trả lại Huy Khánh. Kể từ đây, thẻ ưu tiên chính thức hết tác dụng.
- Thứ hạng đội màu đỏ biểu thị đội đã bị loại.
- Thứ hạng đội màu xanh dương biểu thị đội về chót trong một chặng an toàn.
- Thứ hạng đội màu xanh dương gạch dưới biểu thị đội về chót trong một chặng an toàn, bị đánh dấu loại và phải về nhất chặng kế tiếp nếu không muốn bị phạt từ 30 phút đến 45 phút tại điểm về đích hoặc phải hoàn thành một Nhiệm vụ Giảm tốc xuất hiện bất kỳ trong chặng kế tiếp.
- Thứ hạng đội màu xanh dương biểu thị đội về chót trong một chặng an toàn và bị tịch thu tiền hiện có cũng với không được cấp tiền trong chặng kế tiếp.
- Dấu ƒ màu xanh lá cây biểu thị đội đã hoàn thành được Nhảy cóc; dấu ƒ màu xanh lá cây bên cạnh con số một chặng đua biểu thị không có đội nào hoàn thành được Nhảy cóc
- Dấu ε màu tím biểu thị đội sử dụng Thẻ Ưu tiên trong chặng đó; dấu ε màu tím bên cạnh con số một chặng đua biểu thị đến chặng đua đó thì đã hết hạn sử dụng Thẻ Ưu Tiên mà đội có nó vẫn chưa sử dụng.
- Dấu ⊃ màu nâu biểu thị đội sử dụng Rào cản; ⊂ biểu thị đội bị Rào cản tác động; ⊂⊃ xung quanh con số một chặng đua biểu thị chặng đua đó có Rào cản nhưng không đội nào sử dụng.
- Chặng đua có gạch dưới biểu thị rằng chặng đua đó không có thời gian nghỉ ngơi ở trạm dừng và các đội phải tiếp tục phần còn lại của chặng đua ngay sau đó

## Tổng kết các chặng đua

Bản đồ chặng đua của Cuộc đua kỳ thú Việt Nam mùa thứ 5 phiên bản All - stars

### Chặng 1 (Yên Bái) (chặng không loại)

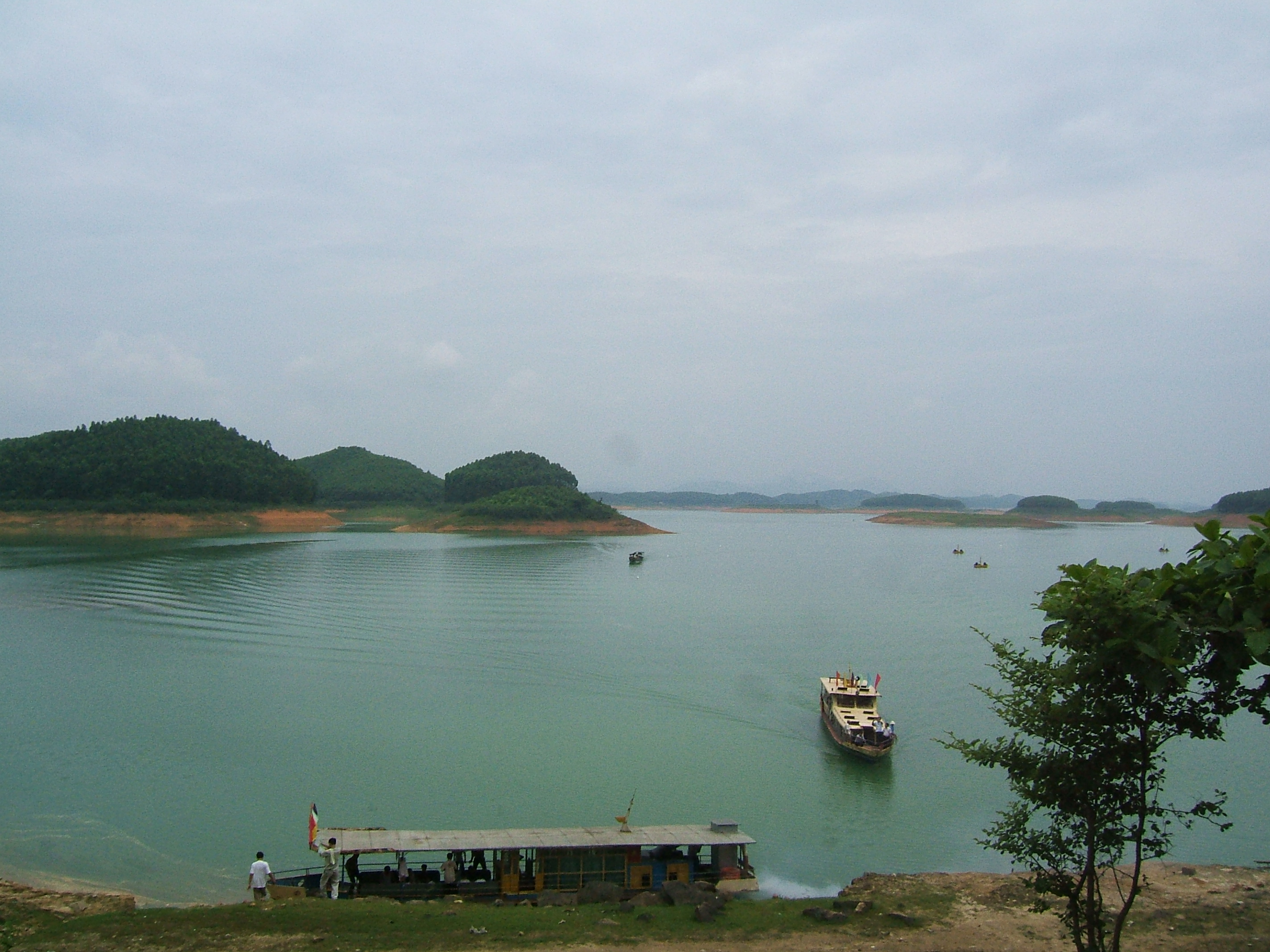
Nhà máy thủy điện Thác Bà là vạch xuất phát của Cuộc đua kỳ thú Việt Nam mùa thứ 5

- Yên Bái (Nhà máy thủy điện Thác Bà) (Vạch xuất phát)
- Yên Bái (Bờ kè cửa xả của Đập thủy điện Thác Bà)
- Yên Bái (Bờ hồ Thác Bà)
- Yên Bái (Chân đập thủy điện Thác Bà)
- Yên Bái (Tháp thủy điện Thác Bà)
- Yên Bái (Đền thờ Mẫu Thác Bà)

Thử thách đầu tiên diễn ra tại chân đập thủy điện Thác Bà thuộc tỉnh Yên Bái. Trong thử thách này, một thành viên sẽ đứng ở một vị trí cố định trong khi thành viên còn lại được buộc vào một sợi giây có độ co dãn. Hai thành viên của đội chơi phải tìm cách tiếp cận gần nhau để truyền mật thư bằng miệng và không được phép dùng tay hoặc chân. Có hai mật thư nhưng chỉ có một mật thư chứa nội dung. Sau khi đội chơi tìm được đúng mật thư có nội dung thì đội chơi đã hoàn thành thử thách.
Mật thư đó chỉ dẫn đội chơi di chuyển đến khu vực bờ hồ Thác Bà ở phía cuối đập thủy điện. Đội sẽ nhận được bè tre di chuyển ra đảo Rừng Chàm. Ở đây đội chơi sẽ phải vượt qua mê cung, trong đó thành viên vượt chướng ngại vật bị bịt mắt và thành viên còn lại phải đứng ở chỗ quy định để hướng dẫn thành viên bị bịt mắt vượt chướng ngại vật. Đội chơi chỉ có 15 phút để thực hiện và không được phép chạm dây chuông. Nếu quá thời gian quy định hoặc chạm dây chuông lần thứ hai, họ sẽ bị phạt và phải thực hiện lại. Các đội chơi lấy được mật thư ra khỏi hộp thì được coi như là hoàn thành nhiệm vụ.
Mật thư đội chơi vừa nhận được chỉ dẫn họ di chuyển bằng bè tre về lại khu vực nhận bè để neo bè lại sau đó di chuyển đến khu vực có đánh dấu tại chân đập để thực hiện thử thách tiếp theo: Múc nước. Đội chơi phải múc nước tại đập bằng xô nước được cung cấp sau đó đổ nước ra một xô khác bị thủng nhiều lỗ để đổ vào bể kính sao cho chai nước trong bể nổi lên đến vạch quy định. Khi đạt yêu cầu và lấy được chai nước, đội chơi sẽ nhận được mật thư đi tiếp là một Vượt rào.
Vượt rào: Ai thích vươn cao?: Ở vượt rào đầu tiên của chặng đua năm nay, thành viên thực hiện vượt rào phải leo thang dây lên đỉnh của tháp thủy điện Thác Bà cao 28 mét trong vòng 7 phút. Khi leo đến đỉnh tháp, họ phải đưa chai nước tăng lực cho người giám sát để nhận mật thư di chuyển đến trạm dừng. Nếu hết giờ, đội chơi sẽ bị phạt rồi phải thực hiện lại.
 Về đích: Đội chơi tìm đường về trạm dừng tại Đền thờ Mẫu Thác Bà. Đội chơi về đích cuối cùng có thể bị loại.. Đội về đích đầu tiên sẽ nhận được Thẻ ưu tiên.

### Chặng 2 (Yên Bái) (chặng có loại)

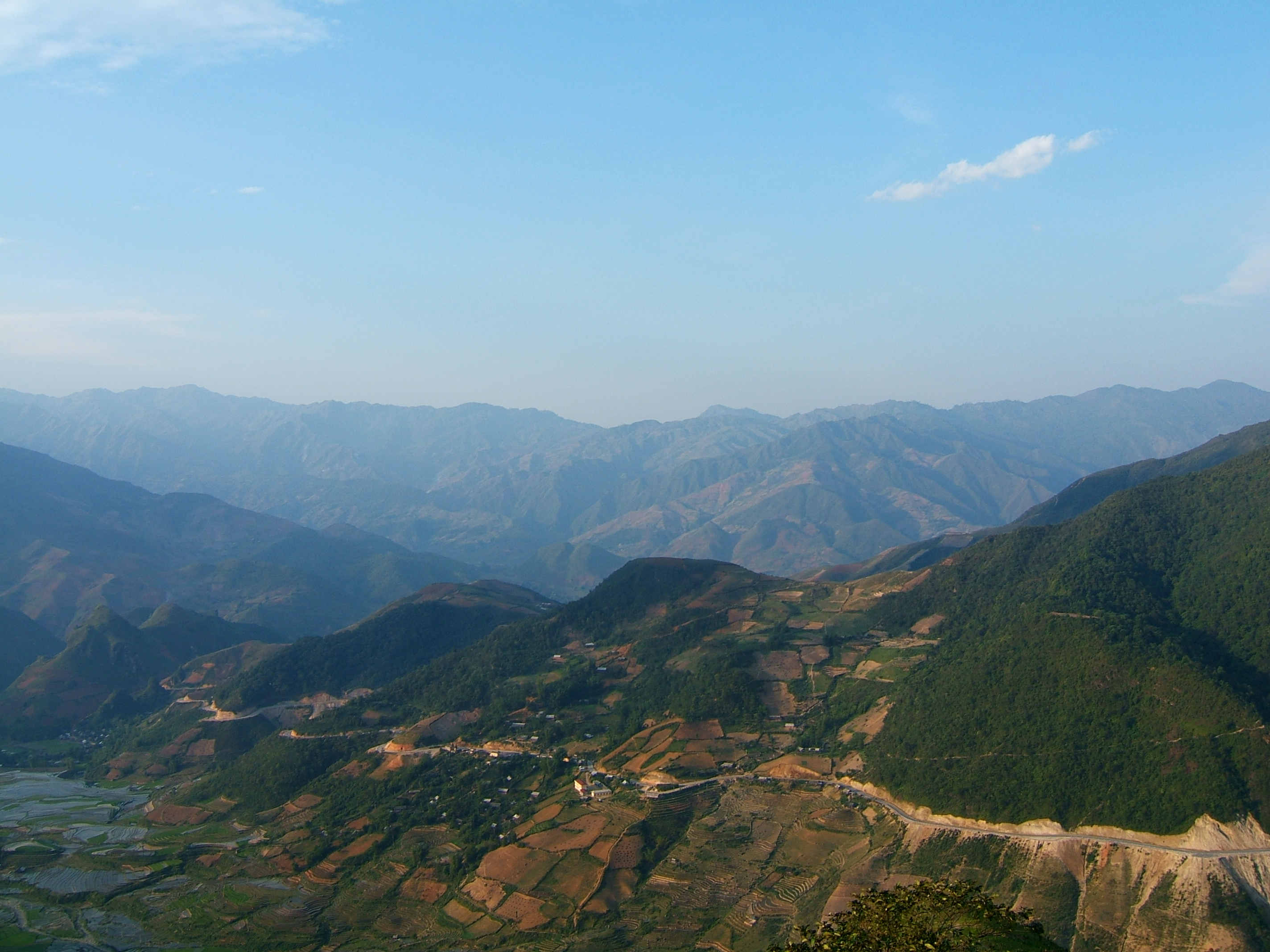
Đèo Khau Phạ là điểm về đích tiếp theo của chặng 2

- Tú Lệ, Yên Bái (Tú Lệ) (Vạch xuất phát)
- Tú Lệ, Yên Bái (Tìm ngôi nhà có dấu hiệu chương trình)
- Tú Lệ, Yên Bái (Cầu treo Bản Côm)
- Tú Lệ, Yên Bái (bản Côm hoặc suối bản Côm)
- Tú Lệ, Yên Bái (Gánh nước về nhà trưởng bản bản Chao)
- Văn Chấn, Yên Bái (Đèo Khau Phạ)

Trong Lộ trình đầu tiên, các đội đua phải di chuyển bằng xe máy tìm đến đầu đường lối vào bản Côm, xã Tú Lệ, huyện Văn Chấn, tỉnh Yên Bái. Họ phải tìm ngôi nhà có đánh dấu ký hiệu của chương trình để nhận mật thư đi tiếp là một Vượt rào.
Vượt rào: Ai thích đung đưa?: Các đội chơi di chuyển đến cầu treo bản Côm. Thành viên thực hiện vượt rào phải đu dây từ thành cầu bên kia qua thành cầu bên này bằng hệ thống các dây treo được mắc vào phía dưới thành cầu để lấy mật thư đi tiếp. Người chơi có 15 phút để thực hiện nhiệm vụ, nếu bị ngã hoặc vượt quá thời gian quy định, họ sẽ bị phạt 15 phút mới được thực hiện lại. Nếu bỏ vượt rào, đội chơi sẽ bị phạt 2 tiếng.
Lựa chọn kép: Các đội phải lựa chọn giữa Ăn và Làm.
- Chọn Ăn, đội chơi di chuyển đến khu vực bờ suối có đánh dấu của chương trình và nấu 4 ống cơm lam với dụng cụ do chương trình cung cấp. Sau khi nhận được sự đồng ý của người giám sát, đội chơi mới nhận mật thư đi tiếp.
- Chọn Làm, đội chơi di chuyển đến cây bị sét đánh tại bản Côm và làm một con trâu bằng rơm. Chất liệu và dụng cụ do chương trình cung cấp. Hoàn thành nhiệm vụ, đội chơi sẽ nhận được mật thư đi tiếp

Hoàn thành Lựa chọn kép, các đội chơi tiếp tục đi xe máy đến nhà bác Triệu Văn Hào, trưởng bản Chao để nhận mật thư tiếp theo. Họ sẽ tìm đường đến hồ nước nóng có đánh dấu của chương trình gần khu vực cầu treo bản Chao, xã Tú Lệ để thực hiện thử thách gánh nước.Khi gánh nước trở về nhà bác Hào, mực nước trong hai quang gánh phải trên vạch quy định và nhiệt độ nước phải từ 30 °C trở lên. Nếu không hoàn thành các yêu cầu, đội chơi sẽ phải chịu phạt khi về đích.
 Về đích: Đội chơi tìm đường về đích tại đèo Khau Phạ. Đội chơi về đích cuối cùng có thể bị loại.

### Chặng 3 (Yên Bái→Lào Cai)(chặng không loại)

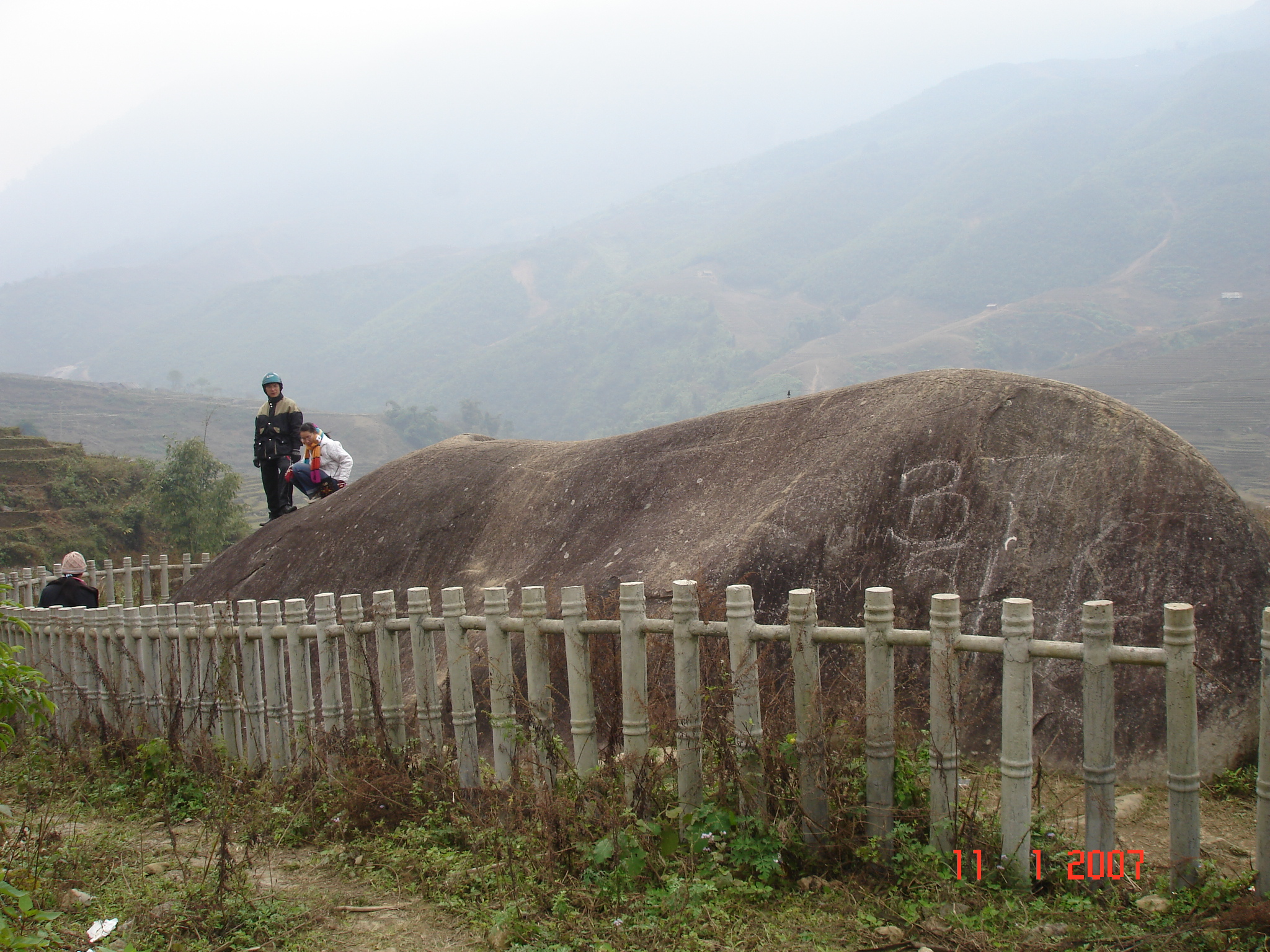
Các đội chơi phải giải mật mã của Bãi đá cổ Sa Pa trong chặng 3

- Yên Bái (Mù Cang Chải) (Điểm xuất phát)
- Lào Cai (Bãi đá cổ Sa Pa thuộc thung lũng Mường Hoa)
- Lào Cai (xã Y Tý, huyện Bát Xát)
- Lào Cai (nhà ông Ly Xe Hờ tại bản Nhìu Cồ San)
- Lào Cai (bản Nhìu Cồ San)
- Lào Cai (đỉnh núi "Sân bay" tại dãy núi Nhìu Cồ San)

Sau khi được hiệu lệnh xuất phát, đội chơi phải di chuyển bằng xe máy đến thửa ruộng bậc thang hình mâm xôi để chụp một bức hình tương tự với bức hình được cung cấp của chương trình. Sau đó đội chơi phải tìm người có dấu hiệu của chương trình để kiểm tra. Nếu bức ảnh đạt yêu cầu thì đội chơi sẽ nhận mật thư tiếp theo chỉ dẫn các đội đi đến bãi đá cổ Sa Pa để thực hiện thử thách giải mật mã với vòng tròn giải mã được chương trình cung cấp và những viên đá có khắc chữ nằm rải rác trên bãi đá. Các đội chơi phải lưu ý rằng mật mã được ghi ra theo cách đánh Telex. Nếu đội chơi đọc đúng mật mã, họ sẽ nhận được mật thư đi tiếp.
Đội chơi tìm đến điểm đánh dấu của mình tại km số 10 trên cung đường hướng về Y Tý để nhận mật thư. Mật thư đó chỉ dẫn các đội chơi phải gánh số củi theo số kg đã quy định (Nữ 10 kg, nam 15 kg) đến nhà ông Ly Xe Hờ ở bản Nhìu Cồ San. Nếu đội chơi đọc đúng mật mã đã giải được ở thử thách trước, họ sẽ được giảm 1 kg mỗi người, nếu đọc sai, họ sẽ bị cộng thêm 1 kg mỗi người. Khi đã giao củi đến nơi quy định và giao đúng số củi, đội chơi sẽ nhận được mật thư tiếp theo là một lựa chọn kép.
Lựa chọn kép: Các đội phải lựa chọn giữa Bánh và Tóc. Sau khi hoàn thành, tất cả các đội chơi sẽ ngủ lại tại nhà dân ở bản Nhìu Cồ San để dưỡng sức cho ngày đua tiếp theo.
- Chọn Tóc, đội chơi phải nhuộm tóc và tết tóc bằng dụng cụ được chương trình cung cấp. Sau khi hoàn thành công việc, một thành viên của đội chơi phải đội tóc lên đầu. Nếu được người giám sát đồng ý, đội chơi sẽ nhận được mật thư đi tiếp.
- Chọn Làm, đội chơi phải làm ba chiếc bánh giầy với vừng đen. Đội chơi sẽ nhận được mật thư tiếp theo nếu nhận được sự đồng ý của người giám sát.

Sáng hôm sau, đội chơi đi bộ đến bãi đất trống đầu bản Nhìu Cồ San để thực hiện thử thách điều khiển bập bênh để lấy mật thư được treo trên cây nêu. Đội chơi phải tuân thủ luật lệ theo yêu cầu của người giám sát.
 Về đích: Đội chơi tìm đường về đích tại đỉnh núi "Sân bay" thuộc dãy núi Nhìu Cồ San. Đội chơi về đích cuối cùng sẽ không được cung cấp tiền trong chặng tiếp theo.

### Chặng 4 (Lào Cai→Hà Nam→Nam Định) (chặng có loại) (Xuất hiện Rào cản)
- Lào Cai đi Hà Nam
- Hà Nam (Làng trống Đọi Tam, xã Đọi Sơn, huyện Duy Tiên) (Điểm xuất phát)
- Hà Nam (Đình làng Đọi Tam hay Cơ sở làm trống của nghệ nhân Lê Ngọc Hùng)
- Hà Nam (Nhà thờ tổ làng trống Đọi Tam)
- Hà Nam (Nhà cụ Bá Kiến tại làng Đại Hoàng, xã Hoà Hậu, huyện Lý Nhân)
- Nam Định (Phủ Chính phủ Dầy, Phụ Dầy, huyện Vụ Bản)
- Nam Định (Bảo tàng Nam Định)

Các đội chơi xuất phát tại Làng trống Đọi Tam thuộc xã Đọi Sơn, huyện Duy Tiên, tỉnh Hà Nam với mật thư đầu tiên là một Lựa chọn kép: Các đội phải lựa chọn giữa Đánh trống la làng và Đánh trống bỏ dùi.
- Chọn Đánh trống la làng, đội chơi phải di chuyển đến Đình làng Đọi Tam để học một đoạn hát xẩm và gõ theo nhịp do hai nghệ sĩ Mai Tuyết Hoa và Phạm Đình Dũng hướng dẫn. Sau đó đội chơi sẽ có thời gian học và sau đó trình diễn lại cho hai nghệ sĩ. Nếu được hai nghệ sĩ đồng ý, đội chơi sẽ nhận được mật thư đi tiếp.
- Chọn Đánh trống bỏ dùi, phải di chuyển đến Cơ sở làm trống của nghệ nhân Lê Ngọc Hùng để thực hiện nhiệm vụ căng da mặt trống. Nếu được nghệ nhân đồng ý, đội chơi sẽ nhận được mật thư đi tiếp.

Mật thư đó dẫn các đội chơi đến Nhà thờ tổ làng trống Đọi Tam, nơi có bảng Rào cản đơn và hộp mật thư chứa mật thư kế tiếp dẫn các đội chơi đến Nhà cụ Bá Kiến tại làng Đại Hoàng, xã Hoà Hậu, huyện Lý Nhân, tỉnh Hà Nam - Quê hương của nhà văn Nam Cao. Tại đây đội chơi phải nấu 12 nồi cháo hành sau khi hoá trang thành hai nhân vật Chí Phèo và Thị Nở. Mỗi một nồi cháo không đạt yêu cầu tương đương với 10 phút bị phạt trước khi điểm danh tại trạm dừng. Sau khi nấu xong, các thành viên phải ăn mỗi người một tô cháo hành mà phải đút cho thành viên còn lại của đội mình. Sau đó, đội chơi sẽ nhận được mật thư đi tiếp.
Mật thư tiếp theo chỉ dẫn đội chơi di chuyển đến Phủ Chính phủ Dầy thuộc Phủ Dầy, huyện Vụ Bản, tỉnh Nam Định để thực hiện thử thách xếp chữ bằng người một trong bốn chữ là Thiên hạ thái bình (天 下 太 平). Sau khi được người giám sát chấp nhận, đội chơi sẽ nhận được mật thư di chuyển đến trạm dừng của chặng đua.
 Về đích: Đội chơi tìm đường về đích tại Bảo tàng Nam Định. Đội chơi về đích cuối cùng có thể bị loại.

### Chặng 5 (Nam Định→Thừa Thiên Huế) (chặng có loại)

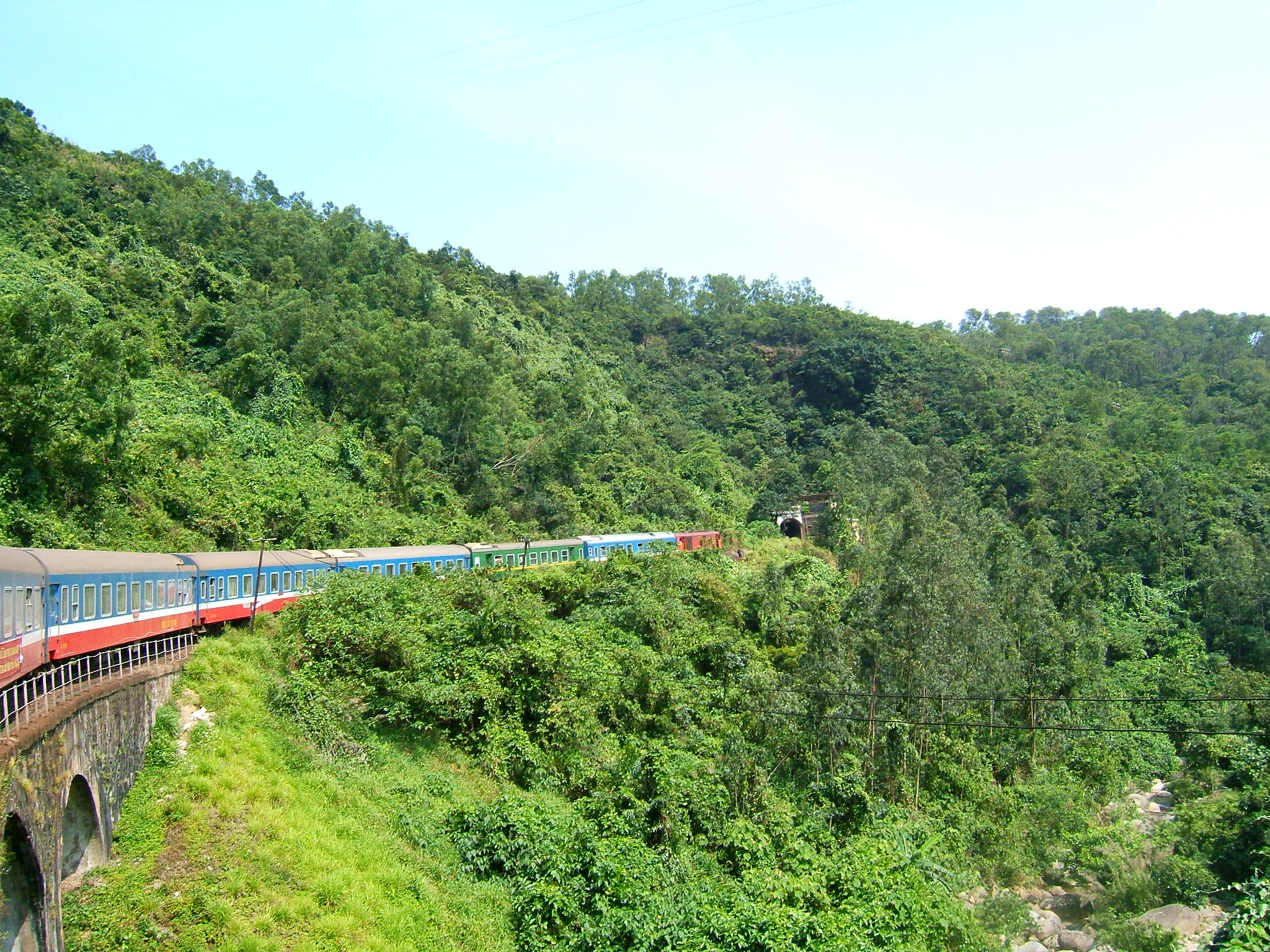
Đèo Hải Vân tại Huế là điểm về đích tiếp theo của chặng 5

- Nam Định (Ga Nam Định) đi Thừa Thiên Huế (Ga Huế)
- Huế (Đại Nội Huế) (Điểm xuất phát)
- Huế (Cung Trường Sanh tại Đại Nội hoặc công viên 3/2)
- Huế (Cửa hàng thức ăn nhanh)
- Huế (Phá Tam Giang)
- Huế (Đèo Hải Vân)

Mở đầu, khi đến Hoàng thành Huế, đội chơi phải tìm một cô gái trong trang phục áo dài, đội nón lá. 
Vì có nhiều cô gái như vậy nên nhiệm vụ này không đơn giản như hình dung.
Lựa chọn kép: Các đội phải lựa chọn giữa Uyển chuyển và Bay Lượn.
- Chọn Uyển chuyển, đội chơi đến Cung Trường Sanh tại Đại Nội để làm nhiệm vụ hát tuồng. Đội chơi có 30 phút để hóa trang, học và diễn lại cho nghệ nhân xem. Nếu không được nghệ nhân đồng ý, họ sẽ bị phạt 15 phút.
- Chọn Bay lượn, các đội đua đến công viên 3/2 làm diều bằng dụng cụ được cung cấp.

Hết Lựa chọn kép, các đội di chuyển đến nhà hàng để làm sáu cái bánh hamburger theo yêu cầu. Lộ trình này chỉ cần khả năng ghi nhớ chính xác và cẩn thận là có thể vượt qua.
Kết thúc nhiệm vụ, các đội đua di chuyển đến Phá Tam Giang – vùng đầm phá nước lợ lớn nhất Đông Nam Á, nằm cách trung tâm thành phố Huế 12 km để thực hiện nhiệm vụ chèo thuyền quăng chài thu thập 15 quả bóng. Trước đó, đội chơi sẽ được một ngư dân hướng dẫn cách quăng lưới.
 Về đích: Đội chơi tìm đường về đích tại đèo Hải Vân, gồm 7 km đạp xe và 1 km leo núi. Đội chơi về đích cuối cùng có thể bị loại.

### Chặng 6 (Thừa Thiên Huế→Phú Yên) (chặng có loại)

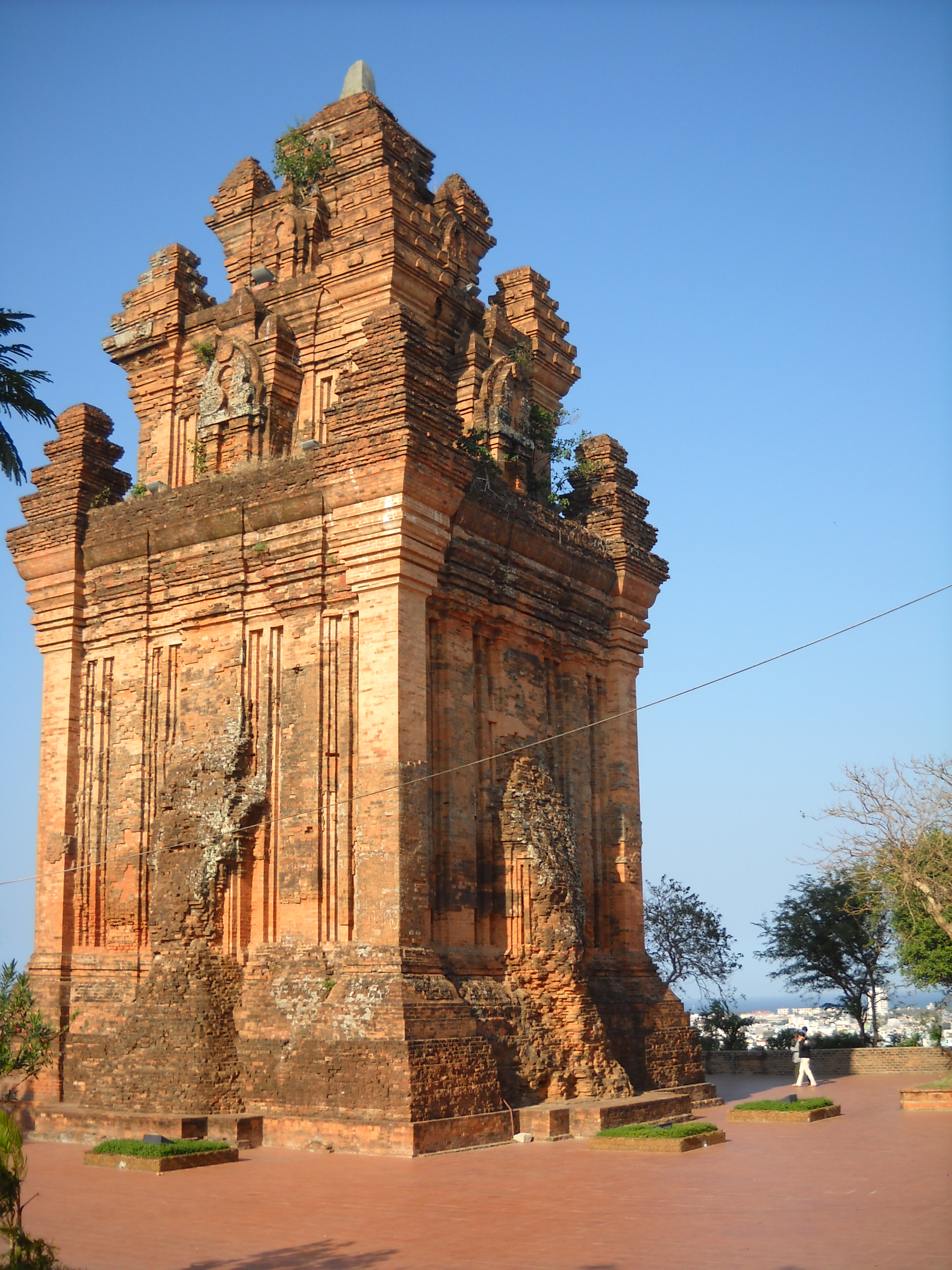
Tháp Nhạn tại tỉnh Phú Yên là điểm xuất phát của chặng 6

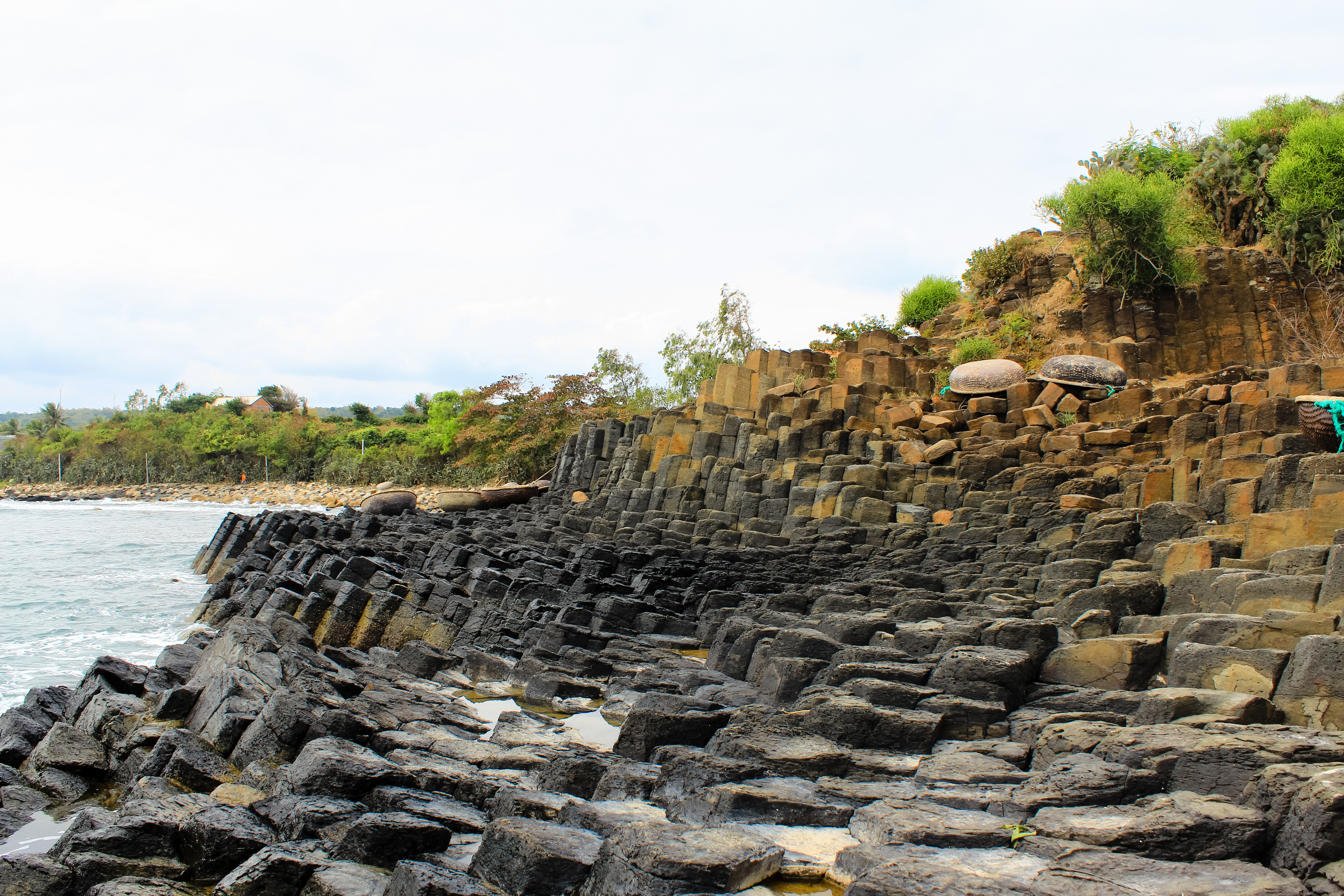
Điểm về đích tiếp theo của chặng 6 là Thắng cảnh Gành Đá Đĩa

- Thừa Thiên Huế (Ga Huế) đi Phú Yên (Ga Tuy Hòa)
- Phú Yên (Tháp Nhạn) (Điểm xuất phát)
- Phú Yên (Cây dừa ở Huyện Xuân Đài)
- Phú Yên (Bình Bá, Sông Đài, tỉnh Phú Yên hoặc Miếu Ông Cọp, Sông Đài)
- Phú Yên (Cầu Gỗ Miếu Ông Cọp, sông Bình Bá)
- Phú Yên (Bãi Bầu)
- Phú Yên (Gành Đá Đĩa)

Vượt rào: Ai thích leo cao?: đến Tháp Nhạn, các đội đua lấy được mật thư Vượt rào. Hầu hết tất cả thành viên nam đều tự động chọn làm thử thách khi nhìn thấy từ "leo cao", riêng đội Tím, Trúc Như là người làm nhiệm vụ này. Các đội chơi phải trèo lên cây dừa và hái một quả dừa trong vòng 5 phút.
Lựa chọn kép: Các đội phải lựa chọn giữa Học và Làm.
- Chọn Học, đội chơi đến Miếu Ông Cọp, thị xã Sông Đài để gặp Võ sư Kim Long và học một bài quyền theo hướng dẫn. Họ có 15 phút tập luyện để biểu diễn cho võ sư xem. Những động tác trong bài quyền giống với động tác của các chú khỉ nên xem các đội đua biểu diễn cũng rất buồn cười.
- Chọn Làm, đội chơi di chuyển đến khu vực bờ kè sông Bình Bá, Sông Đài, tỉnh Phú Yên để kéo rớ bắt cá. Đội chơi phải quay trục xoay để lưới nổi lên mặt nước và thu hoạch cá. Đây là lần đầu tiên có một thử thách của chương trình mà không đội đua nào thực hiện.

Sau Lựa chọn kép đến Lộ trình: Lùa vịt đội dừa qua cầu gỗ tại cầu gỗ Miếu Ông Cọp, sông Bình Bá. Họ phải bốc thăm một con vịt đeo nơ, một thành viên lùa vịt, một thành viên đội thúng 5 trái dừa trên đầu và phải luôn đi sau con vịt. Họ có thể bốc thăm một con vịt khác nếu con vịt họ chơi cùng không dễ điều khiển.
Tiếp theo, các đội đua tiếp tục di chuyển đến bãi Bầu để thực hiện thử thách. Mỗi đội nhận 10 quả bóng nước chứa bột màu. Một thành viên phải ném quả bóng qua vòng tròn gỗ, thành viên còn lại dùng rổ hứng bóng. Đội chơi sẽ hoàn thành nhiệm vụ nếu hứng được 3 quả bóng vào rổ. Các đội đua phải ném được bóng qua vòng gỗ cao và còn phải hứng bóng sao cho bóng không bể vào rổ là một yêu cầu cực kỳ khó.
 Về đích: Đội chơi tìm đường về đích tại Gành Đá Đĩa. Đội chơi về đích cuối cùng có thể bị loại.

### Chặng 7 - (Phú Yên→Đồng Nai→Bà Rịa – Vũng Tàu) (Chặng có loại) (Xuất hiện Rào cản)

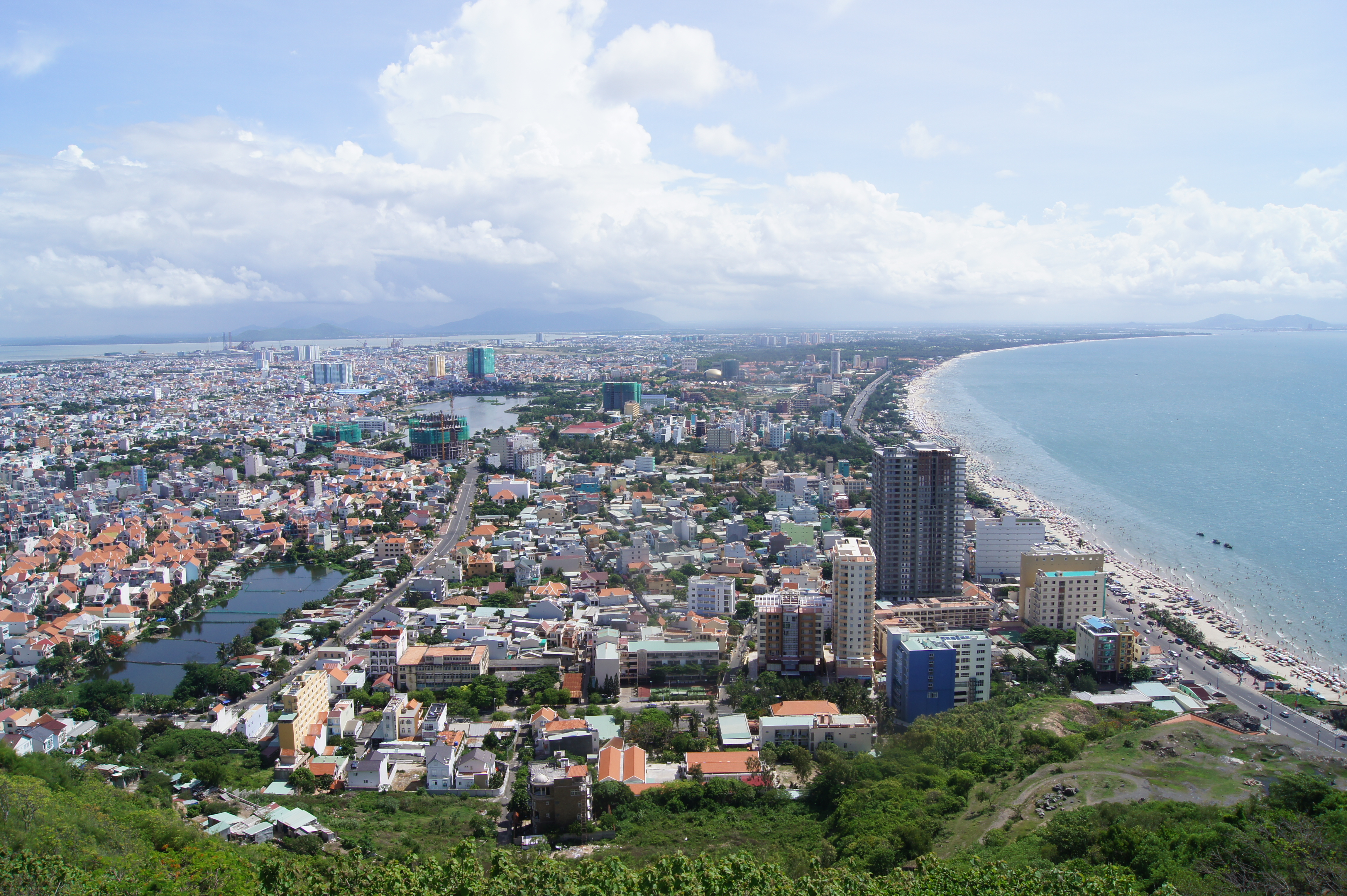
Thành phố Vũng Tàu thuộc tỉnh Bà Rịa – Vũng Tàu là điểm đến tiếp theo của chặng 7

- Phú Yên đi Biên Hòa, Đồng Nai
- Biên Hòa, Đồng Nai (168 đường 30/4) (Điểm xuất phát)
- Biên Hòa, Đồng Nai đi Thành phố Hồ Chí Minh
- Thành phố Hồ Chí Minh đi Vũng Tàu, Bà Rịa – Vũng Tàu
- Vũng Tàu, Bà Rịa – Vũng Tàu (Xã Long Sơn hoặc Nhà anh Lê Văn Ánh, Xuân Đài)
- Vũng Tàu, Bà Rịa – Vũng Tàu (mảnh đất nhà anh Phúc, gò Căng, thôn 9, Long Sơn, Vũng Tàu)
- Vũng Tàu, Bà Rịa – Vũng Tàu' (nhà anh Tân ở thôn 9, Long Sơn, Vũng Tàu)
- Vũng Tàu, Bà Rịa – Vũng Tàu (bãi biển Thùy Vân)
- Vũng Tàu, Bà Rịa – Vũng Tàu (cảng Vietsopetro)
- Vũng Tàu, Bà Rịa – Vũng Tàu (Hải đăng Vũng Tàu)

Vượt rào: Ai thích ẩm thực?: Đội chơi tìm đường đến tiệm phở Hùng ở 168 đường 30 tháng 4, thành phố Biên Hoà. Tại đây, người chơi phải ăn một tô phở khổng lồ bằng 4 tô phở bình thường cộng lại với trọng lượng gần 5 kg trong vòng 45 phút. Nếu ăn được 1/3 tô phở, họ sẽ bị phạt 1 tiếng, ăn được 2/3 tô phở, họ bị phạt 15 phút khi về đích.
Lựa chọn kép: Các đội phải lựa chọn giữa Cá và Muối.
- Cá, đội chơi đến nhà anh Lê Văn Ánh, xã Lâm Sơn, thành phố Vũng Tàu để bắt ba con cá thòi lòi bằng tay không. Một thành viên đứng trên bờ hướng dẫn, thành viên còn lại bịt mắt xuống ao bắt cá. Hoàn thành nhiệm vụ, đội chơi sẽ nhận được mật thư đi tiếp.
- Muối, các đội di chuyển đến xã Lâm Sơn, thành phố Vũng Tàu để được hướng dẫn cách làm muối của diêm dân. Họ phải cào và gom muối thành đống, vận chuyển 5 xe muối bằng xe cút kít đến điểm đánh dấu. Hoàn thành nhiệm vụ, đội chơi sẽ nhận được mật thư đi tiếp.

Vượt rào: Ai thích khó khăn?, đội chơi di chuyển đến mảnh đất nhà anh Phúc tại gò Căng, thôn 9, xã Long Sơn, thành phố Vũng Tàu để vượt chướng ngại vật liên hoàn gồm đi xe đạp qua cầu gỗ hẹp, vượt mạng lưới dây chuông và đấu gậy trên cầu gỗ với cascadeur.
Lộ trình:
Kết thúc Vượt rào thứ hai, các đội chơi di chuyển đến nhà anh Tâm ở thôn 9, xã Long Sơn, thành phố Vũng Tàu để lấy mật thư trên thanh tre. Một người giữ thanh tre, một người đi lấy mật thư. Không hoàn thành nhiệm vụ, đội chơi sẽ bị phạt 10 phút sau đó làm lại thử thách từ đầu.
Tiếp đó, đội đua đi taxi đến bãi biển Thùy Vân, nhận một cục xà phòng rồi tìm, nhờ người dân tắm cho đến khi hết cục xà phòng.
Nhiệm vụ cuối cùng diễn ra ở cảng Vietsopetro. Họ phải xếp các oi cá thành một cột đứng để lấy mật thư treo trên cao. Nếu quá thời gian mà không hoàn thành nhiệm vụ, đội chơi sẽ bị phạt 15 phút sau đó làm lại thử thách từ đầu.
 Về đích: Đội chơi tìm đường về đích tại Hải đăng Vũng Tàu. Đội chơi về đích cuối cùng có thể bị loại.

### Chặng 8 (Bà Rịa – Vũng Tàu) (Chặng có loại) (Xuất hiện Nhảy cóc)

Nhà tù Côn Đảo, nơi các đội chơi thực hiện nhiệm vụ Lựa chọn kép

- Bà Rịa – Vũng Tàu (Vũng Tàu) đi Thành phố Hồ Chí Minh)
- Thành phố Hồ Chí Minh (Sân bay quốc tế Tân Sơn Nhất) đi Côn Đảo, Bà Rịa – Vũng Tàu (Sân bay Côn Đảo)
- Côn Đảo, Bà Rịa – Vũng Tàu (Sân bay Côn Đảo) (Điểm xuất phát)
- Côn Đảo, Bà Rịa – Vũng Tàu (Bãi Nhát)
- Côn Đảo, Bà Rịa – Vũng Tàu (Bãi đất dốc)
- Côn Đảo, Bà Rịa – Vũng Tàu (Ca nô có dấu hiệu của chương trình)
- Côn Đảo, Bà Rịa – Vũng Tàu (Nhà tù Côn Đảo)
- Côn Đảo, Bà Rịa – Vũng Tàu (bãi ông Đụng, Vườn quốc gia Côn Đảo)
- Côn Đảo, Bà Rịa – Vũng Tàu (Vân Sơn Tự)
- Côn Đảo, Bà Rịa – Vũng Tàu (Cầu tàu lịch sử 914)

 Nhảy cóc:: Nhiệm vụ được diễn ra ở Bãi Nhát. Một thành viên sẽ đứng trên bờ giải bài toán 1234 x 4321. Ba số đầu của bài toán là đáp án giải mật mã. Thành viên còn lại phải bơi trên biển đến điểm neo đậu bè có dấu hiệu của chương trình, sau đó lặn biển và tìm vali rồi bơi lại vị trí xuất phát ban đầu. Đội Hồng (Hương Giang - Criss Lai) là đội duy nhất hoàn thành nhiệm vụ này, họ có quyền chọn lấy số tiền 60 triệu đồng trong chiếc vali và dừng cuộc chơi ngay lập tức hoặc nhận mật thư về đích. Họ đã không nhận số tiền này và đi tiếp. Tại vạch đích, họ tiếp tục được ra giá 150 triệu đồng cho chiếc vali để dừng cuộc chơi, nhưng họ vẫn quyết định đi tiếp.
Vượt rào: Ai thích mò kim đáy biển?: Thành viên đến chiếc ca nô có dấu hiệu của chương trình, lặn xuống biển và mò 3 viên ngọc trai đen trong vòng 15 phút.
Lựa chọn kép: Các đội phải lựa chọn giữa Lóc ca lóc cóc và Thời gian tan chảy.
- Lóc ca lóc cóc, đội chơi học cách gõ morse và tìm ra mật mã. Đội chơi có 10 phút học thuộc bảng Mã Morse và 10 phút cho một lần giải mã. Hoàn thành nhiệm vụ, sẽ nhận được mật thư và 400 nghìn đồng để đi tiếp.
- Thời gian tan chảy, một thành viên bị nhốt trong phòng giam và đứng một chân trên tảng đá trong vòng 5 phút rồi được nghỉ giải lao. Thành viên còn lại dùng dụng cụ đã bốc thăm để phá vỡ tảng đá, tìm chìa khoá mở cửa phòng giam để giải cứu đồng đội. Hoàn thành nhiệm vụ, sẽ nhận được mật thư và 400 nghìn đồng để đi tiếp.

Lộ trình:
Từ Sân bay Côn Đảo, các đội đua đạp xe về bãi đất dốc để tìm mật thư. Từ đầu, họ phải bốc thăm để lấy xe đạp và giữ gìn xe đạp cẩn thận trong suốt chặng đua. Chính yêu cầu này đã làm nên một cuộc đua gay cấn và hấp dẫn.
Đạp xe đến bãi ông Đụng nằm trên đảo chính thuộc Vườn quốc gia Côn Đảo, đội chơi thực hiện nhiệm vụ kéo rương tìm mật thư, nếu kéo rương không có mật thư, đội chơi phải thực hiện lại nhiệm vụ.
Tiếp đó, các đội đua đi đến Vân Sơn Tự, một ngôi chùa nổi tiếng tại Côn Đảo. Tại đây, một thành viên phải vừa leo bậc thang vừa đeo tai nghe nghe nhạc và học thuộc 8 câu thơ và dịch thơ. Người được truyền thơ bị bịt mắt, không được nói chuyện, học thuộc thơ và trả bài cho người giám sát. Trong điều kiện bị phân tâm cao độ từ âm nhạc hay bị bịt mắt, các đội đua đã rất cố gắng và ra sức tập trung để hoàn thành nhiệm vụ. Các đội đua phải học thuộc bài thơ sau:
Hữu không - 有空 của Đạo Hạnh thiền sư:
Tác hữu trần sa hữu;
Vi không nhất thiết không.
Hữu vô như thủy nguyệt.
Vật trước hữu không không.
Phan Kế Bính dịch thơ:
Có thì có tự mảy may,
Không thì cả thế gian này cũng không.
Thử xem bóng nguyệt dòng sông,
Ai hay không có, có không là gì?
(Chú ý: Đến thử thách này, các đội chơi có quyền được sử dụng các phương tiện khác để di chuyển thay xe đạp)
 Về đích: Đội chơi tìm đường về đích tại Cầu tàu lịch sử 914 . Đội chơi về đích cuối cùng có thể bị loại.

### Chặng 9 (Côn Đảo→Thành phố Hồ Chí Minh→Australia) (Chặng không loại)

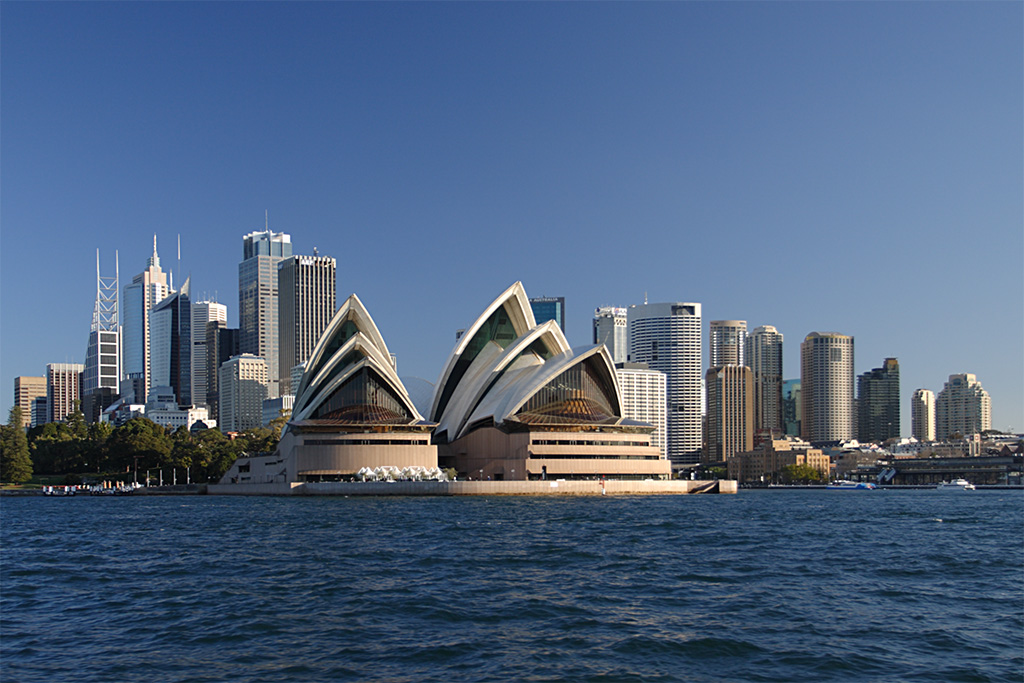
Các đội chơi sẽ được ghé thăm đất nước Australia xinh đẹp ở chặng 10

- Côn Đảo (Sân bay Côn Đảo) đi Thành phố Hồ Chí Minh (Sân bay quốc tế Tân Sơn Nhất)
- Thành phố Hồ Chí Minh (Sân bay quốc tế Tân Sơn Nhất) đi Melbourne, Australia (Sân bay quốc tế Melbourne)
- Melbourne (Sân bay quốc tế Melbourne) đi Melbourne (Docklands - ga đường sắt Nam Cross)
- Melbourne (Docklands - Ga xe lửa Nam Cross) đến Yarrawonga (Ga xe lửa Yarrawonga)
- Australia (Sân bay Yarrawonga) (Điểm xuất phát ban đầu) (Đã hủy nhiệm vụ) (Rào cản: Không được phát sóng)
- Australia (Công viên nước Max Kirwan) (Điểm xuất phát sau đó)
- Australia (Khu nông trại Wymah)
- Australia (Chuồng cừu tại Khu nông trại Wymah)
- Australia (Địa điểm bắn cung tại Công viên Great Aussi)
- Australia (Khu vực bờ hồ tại Công viên Great Aussi)

(Chú ý: Ở chặng này có thể có Vượt rào và Lựa chọn kép nhưng do quay phim Vũ Quốc Hương, một thành viên thuộc ekip quay tại Úc của chương trình khi lên máy bay hạng nhẹ Arrow để luyện tập và thử máy quay khi tai nạn xảy ra.tử nạn tại Yarrawonga, ở vùng giáp ranh của hai bang Victoria và New South Wales ngày 13 tháng 3 năm 2016  nên khi lên sóng truyền hình, ban tổ chức có thể cắt hình phần các đội chơi thực hiện những thử thách trên)
(Chú ý: Do mỗi người không được thực hiện quá 5 vượt rào trong cả cuộc đua nên                Cuộc đua kỳ thú năm nay chỉ có 9 vượt rào. Ban tổ chức đã lên sóng 8/9 vượt rào (tính cả hai vượt rào trong chặng Chung Kết). Do đó, chắc chắn rằng, chặng đua tại Australia có một Vượt rào, còn Lựa chọn kép thì không rõ. Những thành viên thực hiện Vượt rào là Thùy Dung (Đội Đỏ), Pha Lê (Đội Cam), Tiến Đạt (Đội Xanh lá) và Criss (Đội Hồng).)
Lộ trình:
Đội chơi tìm đường tới khu công viên nước Max Kirwan để thực hiện thử thách lướt ván trên hồ nước. Tại đây các thành viên của đội sẽ được huấn luyện viên hướng dẫn. Sau đó, cả hai thành viên phải thực hiện thử thách này. Tuy nhiên, chỉ cần một thành viên về đích, đội chơi sẽ nhận được mật thư để đi tiếp. Đội chơi có 20 phút để được học cách lướt ván và 10 phút để thực hiện thử thách. Nếu không hoàn thành nhiệm vụ, đội chơi sẽ bị phạt tại chỗ 15 phút rồi mới được nhận mật thư đi tiếp.
Kế tiếp, đội chơi tìm đường đến địa điểm được đánh dấu tại khu nông trại Wymah, để thực hiện nhiệm vụ thổi kèn và nhảy múa như thổ dân Úc. Hoàn thành nhiệm vụ, đội chơi sẽ nhận được mật thư đi tiếp.
Ở nhiệm vụ tiếp theo, các đội chơi phải di chuyển đến chuồng cừu được đánh dấu tại nông trại khu Wymah để thực hiện nhiệm vụ đếm cừu. Tại đây, hai thành viên thực hiện nhiệm vụ này phải đếm cho đủ số lượng cừu. Sau đó phải lùa vào chuồng theo sự hướng dẫn của người giám sát. Sau khi hoàn thành xong nhiệm vụ này, đội chơi sẽ nhận được mật thư đi tiếp.
Tiếp đó, đội chơi tìm đường đến khu công viên Great Aussi Park tìm điểm được đánh dấu (địa điểm bắn cung) để thực hiện thử thách bắn cung vào giữa tâm vòng tròn. Tại đây, đội chơi sẽ được phát 10 mũi tên. Người bắn cung sẽ phải đứng trên một khúc gỗ, và thực hiện thử thách bắn cung sao cho một mũi tên trúng vào tâm của vòng tròn. Đội chơi chỉ có 5 phút để thực hiện nhiệm vụ. Nếu không hoàn thành, đội chơi sẽ chịu phạt 10 phút, sau đó thực hiện lại thử thách từ đầu.
 Về đích: Đội chơi tìm đường về đích tại khu vực bờ hồ được đánh dấu tại khu công viên Great Aussi. Đội về đích cuối cùng sẽ phải hoàn thành một mật thư Giảm tốc trước khi tham gia lộ trình chặng đua. Đây chính là lần đầu tiên tại Cuộc đua kỳ thú Việt Nam xuất hiện hình phạt Giảm tốc.

### Chặng 10 (Chặng Bán Kết) (Australia→Thành phố Hồ Chí Minh) (Chặng có loại) (Xuất hiện Giảm tốc)

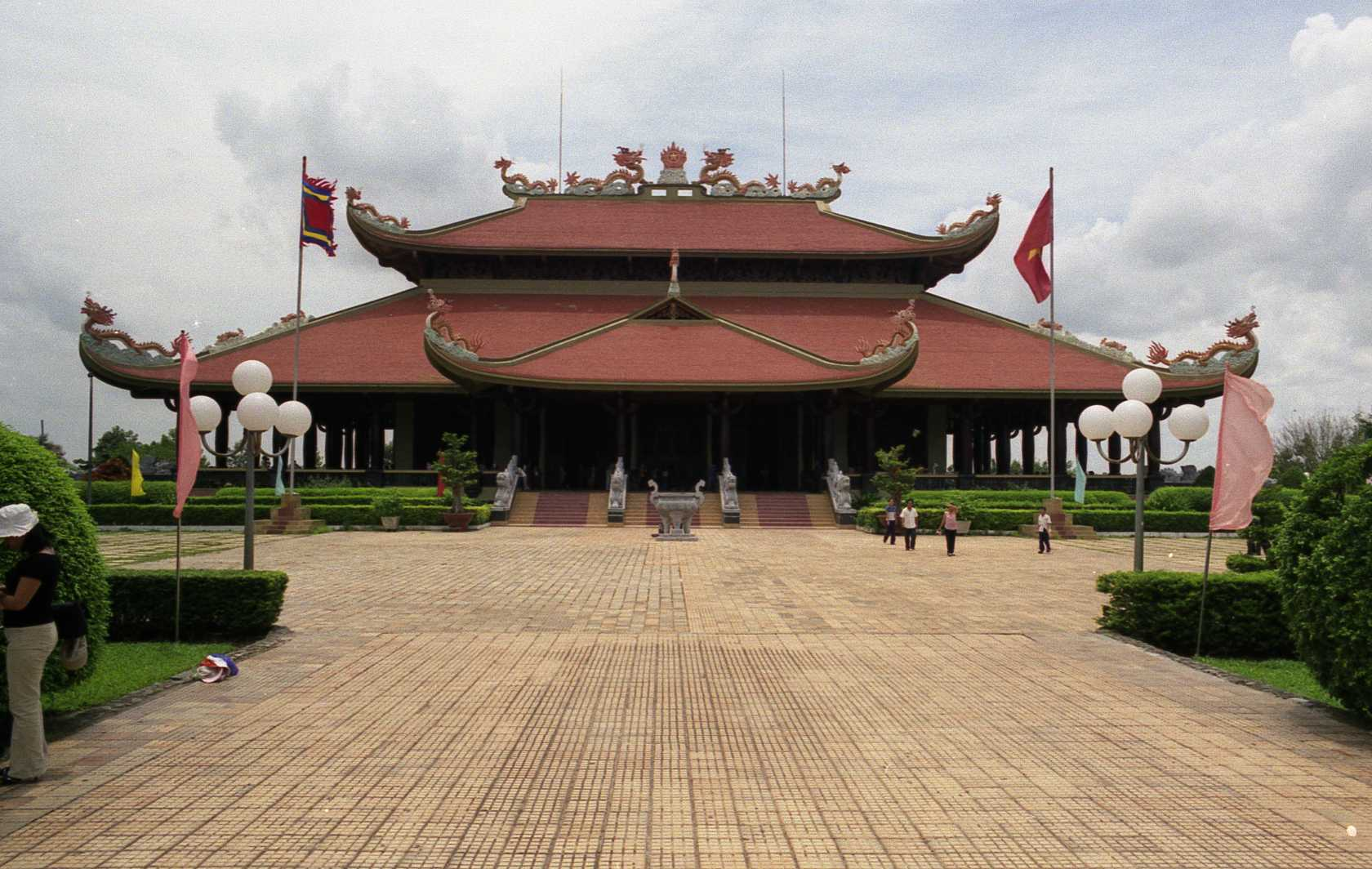
Khu di tích Địa đạo Củ Chi là điểm xuất phát tiếp theo của chặng Bán kết

- Australia (Melbourne) (Sân bay quốc tế Melbourne) đi Thành phố Hồ Chí Minh (Sân bay quốc tế Tân Sơn Nhất)
- Thành phố Hồ Chí Minh (Sân bay quốc tế Tân Sơn Nhất đi Củ Chi (Địa đạo Củ Chi))
- Củ Chi, Thành phố Hồ Chí Minh (Khu di tích Địa đảo Củ Chi) (Điểm xuất phát)
- Củ Chi, Thành phố Hồ Chí Minh (Khu B, Địa đạo Bến Dược Củ Chi)
- Củ Chi, Thành phố Hồ Chí Minh (gần Khu vực cổng Khu du lịch Một Thoáng Việt Nam, bến Bọ Cạp, ấp Phú Bình, xã An Phú)
- Củ Chi, Thành phố Hồ Chí Minh (Khu du lịch Một thoáng Việt Nam)
- Củ Chi, Thành phố Hồ Chí Minh (Trường Tre hoặc gần bờ hồ Khu du lịch Một thoáng Việt Nam)
- Củ Chi, Thành phố Hồ Chí Minh (Sa bàn Khu du lịch Một thoáng Việt Nam)
- Củ Chi, Thành phố Hồ Chí Minh (Khu Tuyên ngôn Khu du lịch Một thoáng Việt Nam)

Giảm tốc (Game phụ): Đội chơi về cuối ở chặng trước tìm điểm được đánh dấu của chương trình tại Khu B, Địa đạo Bến Dược Củ Chi. Tại đây, đội chơi sẽ phải xếp các con ốc bu lông thành một tháp ốc theo quy định của người giám sát. Mỗi người chơi trong đội sẽ phải xếp một tháp ốc. Hoàn thành nhiệm vụ, đội chơi mới bắt đầu thực hiện lộ trình bình thường.
Lựa chọn kép: Các đội phải lựa chọn giữa Đan và Vác.
- Đan, đội chơi đi theo dấu mũi tên, tìm đường đến Trường Tre trong Khu du lịch Một thoáng Việt Nam để thực hiện thử thách đan hai cái mẹt bằng những dụng cụ được cung cấp. Mỗi thành viên trong đội đều phải đan khung mẹt, sau đó chọn ra khung mẹt đẹp nhất để làm ra một chiếc mẹt hoàn chỉnh. Hoàn thành nhiệm vụ và được sự đồng ý của người giám sát, đội chơi sẽ nhận được mật thư đi tiếp.
- Vác, đội chơi đi theo hướng mũi tên đến điểm đánh dấu gần bờ hồ Khu du lịch Một thoáng Việt Nam để thực hiện thử thách vận chuyển rơm và chất rơm thành ụ, giống như ụ rơm mẫu. Đội chơi phải vận chuyển đủ 25 bó, sau đó gỡ rơm, làm tơ rơm và chất thành ụ cao 2 đến 2,5 mét. Mỗi lần vận chuyển, một người chơi chỉ được vận chuyển 2 bó rơm. Hoàn thành nhiệm vụ, đội chơi sẽ nhận được mật thư đi tiếp.

Lộ trình:
Đội chơi đi xe máy tìm đường đến điểm đánh dấu tạo Khu B, Địa đạo Bến Dược Củ Chi. Đội chơi phải bốc thăm chọn xe và chạy đúng tốc độ quy định (40 km/h). Tại đây, đội chơi phải thực hiện nhiệm vụ bò dưới hầm. Cả hai thành viên trong đội sẽ bị bịt mắt để tìm một cây đèn pin. Sau đó, đội chơi phải vận chuyển một bao tải nặng khoảng 30 kg từ hầm này sang hầm khác đến điểm quy định của chương trình để giao cho ngườ giám sát. Hoàn thành nhiệm vụ, đội chơi sẽ nhận được mật thư đi tiếp. (Chú ý: Đội chơi phải bịt mắt đi trong đoạn hầm đầu tiên cho đến khi tìm thấy đèn pin mới được mở bịt mắt ra và tiếp tục thực hiện vận chuyển bao tải. Đội chơi phải hoàn thành thử thách trong thời gian tối đa 15 phút. Nếu thực hiện quá thời gian quy định, đội chơi sẽ bị phạt 15 phút, sau đó đội chơi phải thực hiện lại từ đầu).
Sau đó, đội chơi đi xe máy tìm đường tới điểm đánh dấu gần Khu vực cổng Khu du lịch Một Thoáng Việt Nam, bến Bọ Cạp, ấp Phú Bình, xã An Phú, huyện Củ Chi, tìm thùng mật thư để nhận mật thư tiếp theo. (Chú ý: Đội chơi phải đi xe máy đúng điểm quy định, dừng đúng điểm quy định và thực hiện thử thách. Đội chơi phải chạy đúng tốc độ quy định (40 km/h).)
Tiếp theo, đội chơi đi theo hướng mũi tên, tìm điểm đánh dấu tại Khu du lịch Một thoáng Việt Nam. Tại đây, đội chơi phải đẩy ngã 2 đối thủ của mình ra khỏi vòng tròn xà phòng. Và đối thủ của các đội chơi đó chính là: Quán quân Cuộc đua kỳ thú mùa đầu tiên - Baggio và Thành Phúc và Quán quân Cuộc đua kỳ thú mùa thứ 4 - Ngọc Anh và Nhật Anh. Hoàn thành nhiệm vụ, đội chơi sẽ nhận được mật thư đi tiếp.
Hoàn thành nhiệm vụ Lựa chọn kép, các đội chơi di chuyển tới địa điểm đánh dấu của chương trình tại Sa bàn Khu du lịch Một thoáng Việt Nam. Tại đây, các đội chơi sẽ được cung cấp 8 câu gợi ý và họ sẽ phải tìm cho ra được những bức ảnh có liên quan đến các địa danh dựa trên câu gợi ý được cung cấp, cuối cùng, họ phải đặt đúng các bức ảnh này vào đúng vị trí tỉnh thành tương ứng trên bản đồ Việt Nam. Hoàn thành xong nhiệm vụ, đội chơi sẽ nhận được mật thư đi tiếp.
 Về đích: Đội chơi tìm đường về đích tại Khu Tuyên ngôn Khu du lịch Một thoáng Việt Nam. Đội chơi về đích cuối cùng có thể bị loại.

### Chặng 11 (Chặng Chung kết) (Thành phố Hồ Chí Minh)

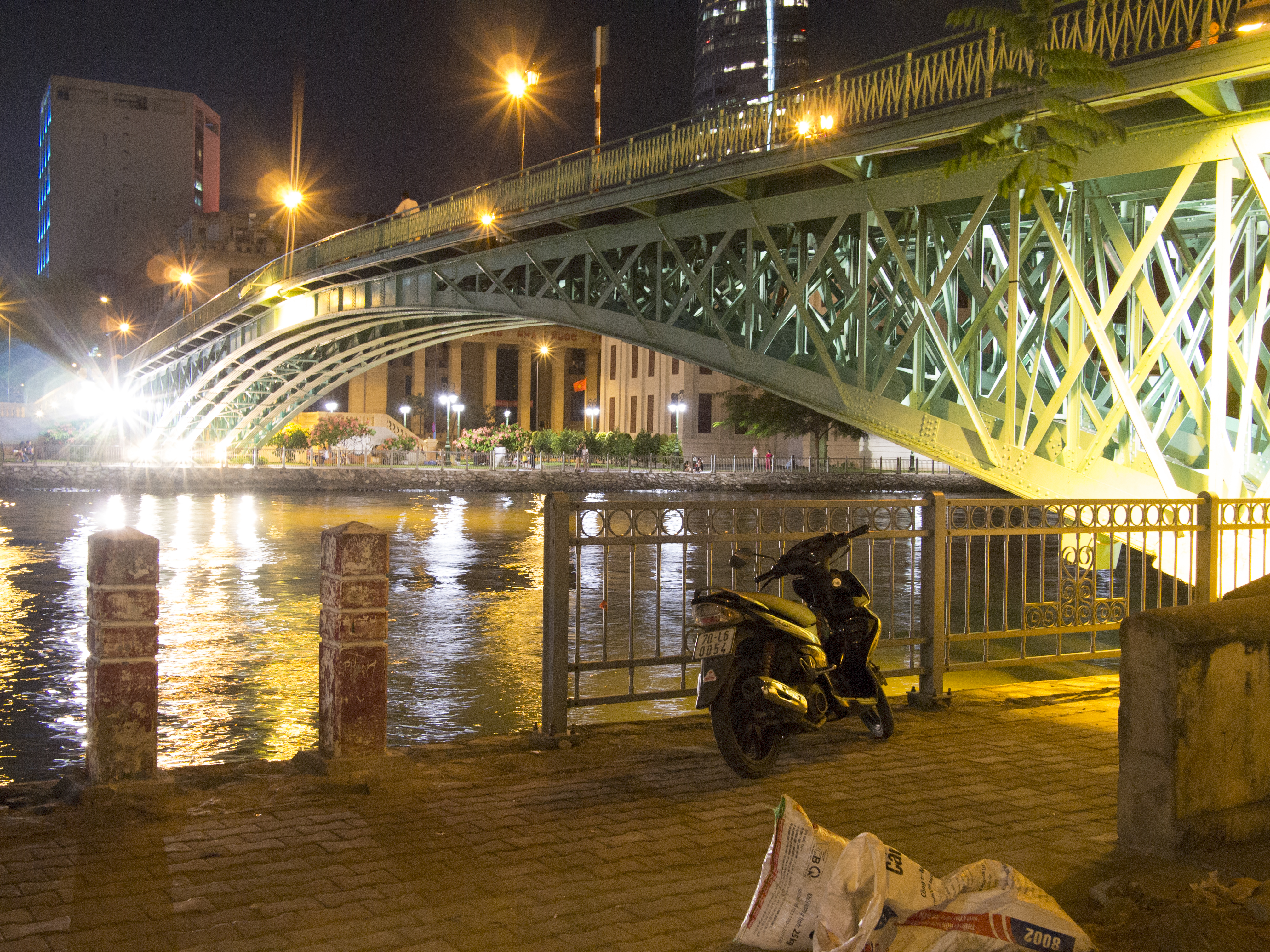
Điểm dừng chân cuối cùng của Cuộc đua kỳ thú Việt Nam phiên bản đặc biệt (Kỳ cựu - All stars) - Cầu Mống

- Thành phố Hồ Chí Minh (Củ Chi đi Quận 1)
- Thành phố Hồ Chí Minh (Thảo Cầm Viên Sài Gòn) (Điểm xuất phát)
- Thành phố Hồ Chí Minh (Công viên xung quanh khu vực Nhà thờ Đức Bà)
- Thành phố Hồ Chí Minh (Công viên Tao Đàn)
- Thành phố Hồ Chí Minh (Rạp xiếc được đánh dấu tại Công viên Gia Định hay Hội quán Chuồn Chuồn Giấy, 40 Đặng Văn Ngữ, phường 10, quận Phú Nhuận)
- Thành phố Hồ Chí Minh (Phố đi bộ Nguyễn Huệ)
- Thành phố Hồ Chí Minh (Số 5 Nguyễn Tất Thành, phường 12, quận 4)
- Thành phố Hồ Chí Minh (Cầu Mống, Quận 1)  (Vạch kết thúc)

Lựa chọn kép: Các đội phải lựa chọn giữa Xiếc và Kịch.
- Xiếc, đội chơi đi taxi tìm đường tới rạp xiếc được đánh dấu tại Công viên Gia Định. Tại đây, đội chơi phải thực hiện 2 thử thách mà người hướng dẫn xiếc yêu cầu. Lưu ý, đội chơi chỉ có 3 phút để thực hiện toàn bộ thử thách. Khi một người hoàn thành một thử thách thì người kia mới được làm còn lại. Hoàn thành nhiệm vụ, đội chơi sẽ nhận được mật thư tiếp theo.
- Kịch, đội chơi đi taxi tìm đường đến địa điểm được đánh dấu tại Hội quán Chuồn Chuồn Giấy, 40 Đặng Văn Ngữ, phường 10, quận Phú Nhuận. Tại đây, đội chơi sẽ phải thực hiện thử thách diễn một vở kịch do yêu cầu của diễn viên hướng dẫn. Cả hai người trong đội sẽ phải hóa thân thành một vai nam và một vai nữ trong kịch bản. Chú ý: Đội chơi phải học thuộc lòng khoảng 10 trang kịch bản, không được nhìn kịch bản khi diễn, không được sai sót quá nhiều từ trong kịch bản. Đội chơi sẽ có 15 phút để học, sau đó phải trình diễn cho người hướng dẫn xem. Đội chơi không làm khán giả cười hoặc tại các điểm nút thắt mở trong kịch bản. Đội chơi không được sự chấp thuận của người hướng dẫn thì đội chơi sẽ bị phạt 15 phút sau đó phải thực hiện lại từ đầu. Nhận được sự đồng thuận của người hướng dẫn, đội chơi sẽ nhận được mật thư đi tiếp.
- Vượt rào: Ai thích cân bằng?: Đội chơi tìm đường đến điểm đánh dấu tại khu vực Phố đi bộ Nguyễn Huệ để thực hiện thử thách. Tại đây, thành viên vượt rào phải đi trên xe hai bánh thông minh (hoverboard), vượt qua Mê cung xếp bằng hàng nghìn lon nước tăng lực Sting để lấy 4 lon nước tăng lực Sting và mật thư bên trong Mê cung. Đội chơi sẽ có thời gian để tập đi xe trước khi bắt đầu thực hiện thử thách. Nếu quá thời gian quy định (5 phút) mà không hoàn thành nhiệm vụ, đội chơi sẽ bị phạt 15 phút, sau đó mới thực hiện lại từ đầu. Hoàn thành nhiệm vụ, đội chơi sẽ nhận được mật thư tiếp theo.
- Vượt rào: Ai thích lên cao?: Đội chơi tìm đường đến số 5, đường Nguyễn Tất Thành, phường 12, quận 4. Tại đây, thành viên vượt rào phải thực hiện thử thách leo vách container và đu dây chinh phục lon nước tăng lực Sting khổng lồ. Lên đến đỉnh lon nước tăng lực, người chơi phải đập tay vào một điểm được đánh dấu để lon nước phát sáng thì mới xem là hoàn thành nhiệm vụ. Đội chơi chỉ có 3 phút 30 giây để hoàn thành thử thách. Hoàn thành nhiệm vụ, đội chơi sẽ nhận được mật thư để về đích.
- Về đích: Đội chơi tìm đường về đích tại Cầu Mống, Quận 1. Đội về đích đầu tiên sẽ vô địch Cuộc đua kỳ thú 2016 và được đón mừng bởi các đội chơi đã từng đua ở những mùa giải trước.